# شهباز تقلیدگر
شهباز تقلیدگر یا بازگنجشک تقلیدگر (نام علمی: Accipiter imitator)، گونه‌ای از پرندگان شکاری از خانواده بازان است که در جزایر بوگنویل، شواسول و سانتا ایزابل در مجمع الجزایر سلیمان یافت می‌شود. زیستگاه‌های طبیعی آن جنگل‌های جلگه‌ای نمناک نیمه‌گرمسیری یا گرمسیری و جنگل‌های کوهستانی نمناک نیمه‌گرمسیری یا گرمسیری است.
از دست دادن زیستگاه آن را تهدید می‌کند.